# Олимпијско примирје
Олимпијско примирје је традиција која потиче из античке Грчке која датира из 9. века п. н. е. Примирје (стгрч. екечеирија, што значи ’полагање оружја’) најављено је пре и током Олимпијских игара како би се осигурало да спортисти и гледаоци могу безбедно да путују на Игре и мирно се врате у своје земље. Током периода примирја (који је трајао до три месеца), ратови су обустављени, војскама је забрањено да прете Играма, правни спорови су заустављени, а смртне казне забрањене.)
Атинска кандидатска комисија се, 1996. године, обавезала да ће оживети Олимпијско примирје и промовисати га у свету кроз штафету олимпијског пламена. Три године касније, Међународни олимпијски комитет најавио је оснивање Међународне фондације за примирје и Међународног центра за примирје у сарадњи са Грчком. Визија је била да се заштите интереси спортиста и спорта и да се промовишу мирољубиви принципи у данашње време. Сваки град домаћин је био подстакнут да прихвати значење и дух Олимпијског примирја у планирању и организовању Игара.

## Циљеви Покрета
Кроз овај глобални и симболички концепт, циљ покрета олимпијско примирје је да:
- Мобилисати омладину за промоцију олимпијских идеала
- Користите спорт да успоставите контакте између заједница у сукобу
- Понудите хуманитарну подршку у земљама у рату
- Створите прозор могућности за дијалог и помирење

## Иницијативе
- Зимске игре у Лилехамеру 1994: бившој Савезној Републици Југославији је дозвољено да учествује на Играма XXV олимпијаде у Барселони и XVII Зимске олимпијске игре у Лилехамеру упркос сукобима који су били у току. Делегација Међународног олимпијског комитета посетила је Сарајево 1994. године како би изразила солидарност са градом који је организовао XIV Зимске олимпијске игре 1984. године.
- Зимске игре у Нагану 1998: У време када су тензије у региону Персијског залива биле високе, генерални секретар Уједињених нација Кофи Анан интервенисао је да тражи дипломатско решење кризе у Ираку. У саопштењу Међународног олимпијског комитета, цитиран је генерални секретар, позивам све нације да поштују олимпијско примирје.[4]
- Летње игре у Сиднеју 2000: Током церемоније отварања, делегације Јужне Кореје и Северне Кореје заједно су ходале стадионом, под истом заставом. То су биле прве Олимпијске игре на којима су две подељене земље ходале једна поред друге.[5]
- Летње игре у Атини 2004: Олимпијско примирје је промовисано кроз догађаје штафете олимпијског пламена. УН су подржале МОК у тражењу од нација света да зауставе све ратове на 16 дана током Игара.
- Зимске игре у Торину 2006: Током игара, спортисти и званичници су показали подршку Олимпијском примирју потписивањем једног од три зида која се налазе у три олимпијска села (Торино, Сестријер и Бардонекија).
- Зимске игре у Ванкуверу 2010: Пројекти примирја су били укорењени у отвореном позиву људима на „Make Your Peace” који је од појединаца тражио да створе свакодневни мир код куће, у школи, на послу и у заједници. Пројекти су укључивали: испоруку кутија олимпијског духа испуњених опремом за хокеј, фудбал, лакрос, бејзбол и кошарку у 20 заједница Абориџина у северној Канади,[6] дијалог младих о Олимпијском примирју са генералним гувернером Канаде,[7] и уметничку инсталацију под називом „Простор за постизање мира”.[8]

## Лого
Званични лого Олимпијског примирја је графика са три елемента: голуб, пламен и олимпијски прстенови.
Значење иза логотипа је следеће:
Олимпијско примирје симболизује голуб мира са традиционалним олимпијским пламеном у позадини. У свету који је оптерећен ратовима и непријатељством, симбол голубице мира представља један од идеала МОК-а да изгради миран и бољи свет кроз спорт и олимпијски идеал. Олимпијски пламен донео је топло пријатељство свим људима света кроз дељење и глобално заједништво. У симболу, пламен је састављен од шарених шумећих елемената, који подсећају на свечаности доживљене у слављењу људског духа. Ови елементи представљају људе свих раса који се окупљају ради поштовања примирја.